# San Vicente (Ilocos Sur)
Pour les articles homonymes, voir San Vicente.
San Vicente est une municipalité de 4e classe située dans la province d'Ilocos Sur aux Philippines. Selon le recensement de 2010 elle est peuplée de 11 720 habitants.

## Barangays
San Vicente est divisée en 7 barangays.
- Bantaoay
- Bayubay Norte
- Bayubay Sur
- Lubong
- Poblacion
- Pudoc
- San Sebastian